# GRC Muzenza
O Grêmio Recreativo e Cultural Muzenza  é um bloco afro do carnaval de Salvador, no Brasil. Apesar de não ter sido criado lá, atualmente está sediado na Rua das Laranjeiras, bairro do Pelourinho.

## História
Sua fundação ocorreu em 5 de maio de 1981, segundo o G1 no bairro da Liberdade, e segundo o Dicionário Cravo Albin, na Ribeira, tendo sido fundado por ex-diretores do Olodum, Geraldo Miranda (Geraldão) e Janílson Rodrigues (Barabadá). Fizeram parte da história do Muzenza os cantores Beto Jamaica e Tatau, o compositor Luciano Gomes, e as canções marcantes "Faraó" e "Swing da Cor".
O primeiro tema de desfile do bloco foi um tributo a Bob Marley no ano de sua morte. Desde então, desfilaram sob os temas "Crepúsculo da Natureza" em 1984, "Dança de Iaô", "Kênia", "Mensageiro do Amor", "Rastafari" e, em 1988, "Guerrilheiros da Jamaica". Em 2014, o tema escolhido foi "Reggae, futebol e Paz".
O primeiro álbum foi lançado em 1988 sob o nome "Muzenza do Reggae".

## Carnavais
| Ano  | Colocação | Enredo                   | Intérprete | Ref.  |
| ---- | --------- | ------------------------ | ---------- | ----- |
| 1983 |           | Tributo a Bob Marley     |            | [ 4 ] |
| 1984 |           | Crepúsculo da Natureza   |            | [ 1 ] |
| 1985 |           | Dança de Iaô             |            | [ 1 ] |
| 1986 |           | Kênia                    |            | [ 1 ] |
| 1987 |           | Mensageiro do Amor       |            | [ 1 ] |
| 1987 |           | Rastafari                |            | [ 1 ] |
| 1988 |           | Guerrilheiros da Jamaica |            | [ 1 ] |
| 2014 |           | Reggae, futebol e paz    |            | [ 4 ] |